# Louis Marchand (1800-1881)
Pour les articles homonymes, voir Louis Marchand et Marchand.
Louis Marchand (Amsterdam le 15 mars 1800 - Montréal 1er juillet 1881), qui s'appelait à l'origine Levi Salomon Hamburger, est un homme d’affaires et homme politique canadien.

## Biographie
Originaire d'une famille juive de Hamburg (Prusse) qui a émigré à Amsterdam vers 1750 (d'où le suffixe Hamburger ajouté au nom). La famille adopta le 24 janvier 1812 le nom de Marchand en raison d’un décret impérial de Napoléon Ier. Le 20 juillet 1808, Napoléon décrète que toute personne en France doit avoir un nom de famille, et en 1810 cette obligation est étendue à la Hollande qu'il vient d'annexer à l'empire Français. Le jeune Levi (Louis) part en 1823 aux États-Unis puis au Québec.
Louis Marchand arrive à Montréal en 1826 et y trouve un emploi de commis auprès d'Eustache Soupras qu'il suit à Saint-Mathias. Marchand se convertit au catholicisme en 1828. Il s'associe avec Soupras vers 1829. Marchand augmente son volume d'affaires, accroit ses relations, et la prospérité l'accompagne jusqu’en 1837. 
Marchand prend parti pour les Patriotes. Il participe aux assemblées comme délégué officiel de son village. Après avoir participé à une attaque, il s’enfuit aux États-Unis. À son retour, arrêté et emprisonné pour haute trahison, il obtient son salut à l'amnistie de 1838.
Ruiné, il devient juge de paix à Saint-Jean (aujourd'hui Saint-Jean-sur-Richelieu), de 1838 à 1842.
Louis Marchand décide de s'installer à Montréal en 1844. Il s'associa avec Narcisse-Birtz Desmarteau, et devient estimateur du Quartier-Est. Il participe à la fondation de la Compagnie du Richelieu et pred une part importante de la compagnie. Il est d'ailleurs élu vice-président de l’Association Saint-Jean-Baptiste de Montréal en 1848 et 1849. Il devient en 1852 vice-président de la compagnie de Richelieu. Membre de la Commission du havre de Montréal, il fait agrandir le port et améliora la navigation sur le Saint-Laurent. 
En 1851, il avait rompu avec Desmarteau et crée sa propre compagnie (marchandise sèche et épicerie en gros). Élu conseiller du quartier Saint-Louis en 1852, puis réélu, il suscita la mesure impopulaire d'interdire les constructions en bois pour éviter les incendies. Conseiller du quartier Saint-Louis en 1852, échevin en 1857, puis maire suppléant, il abandonna la politique en 1860.
Il avait développé son affaire et en entreprenait d'autres. Marchand participa en 1852 à la création de la Bourse de Montréal. En 1856, il devint président de la Compagnie de navigation de Montréal à Trois-Rivières. En 1857 il s'associa à Louis et Jean-Baptiste Renaud pour fonder la Compagnie de navigation de Salaberry à Montréal. 
Il vend son commerce en 1861 et fait ensuite office de banquier et d'agent de change. Il est aussi juge de paix de Montréal. 
Il est mort à Montréal en 1881 à l'âge de 81 ans. Il est inhumé au Cimetière Notre-Dame-des-Neiges à Montréal.
En 1830, il avait épousé Charlotte Céré, fille de François Céré, important cultivateur de Longueuil. Ils ont eu cinq fils et cinq filles.